# Cubicle

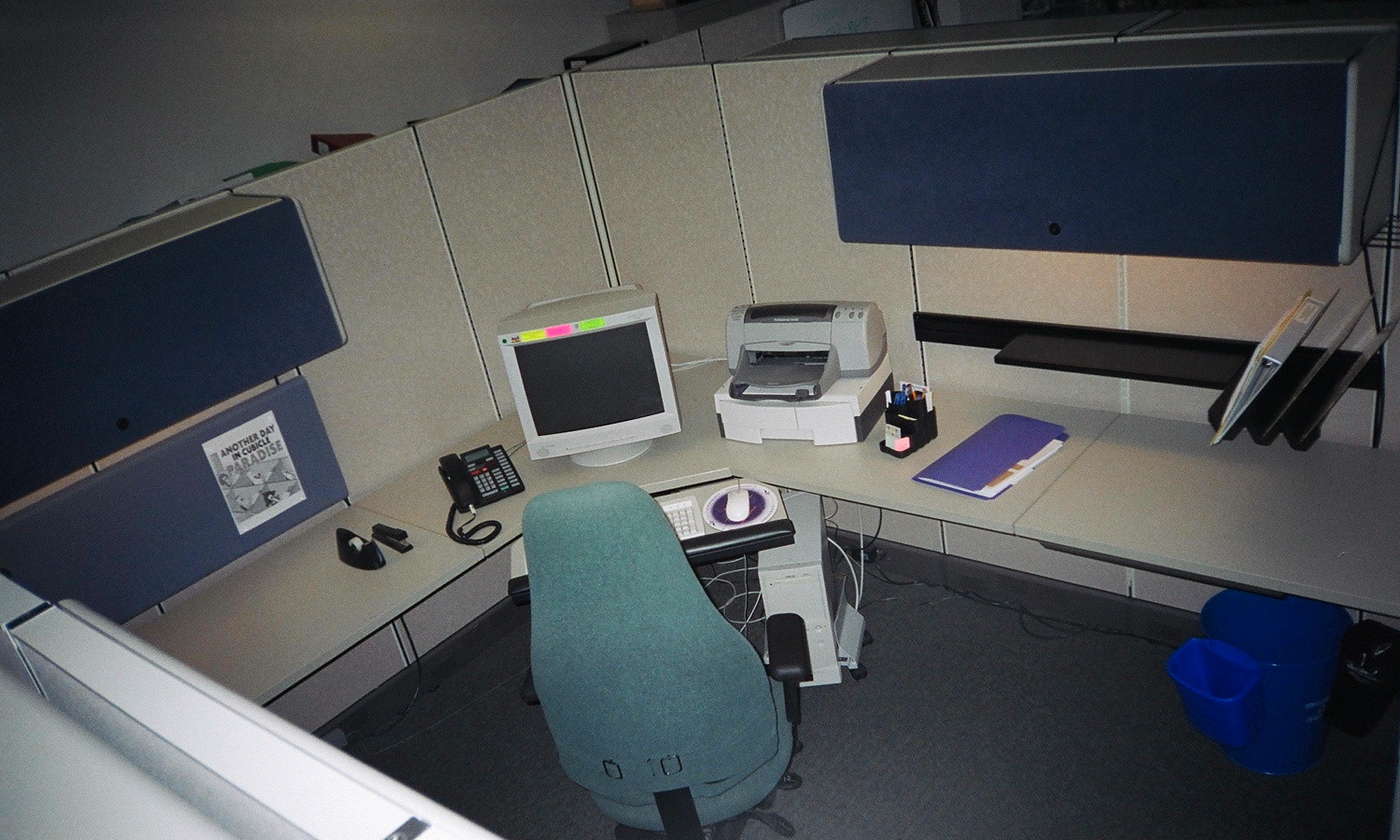
Typische inrichting van een cubicle.

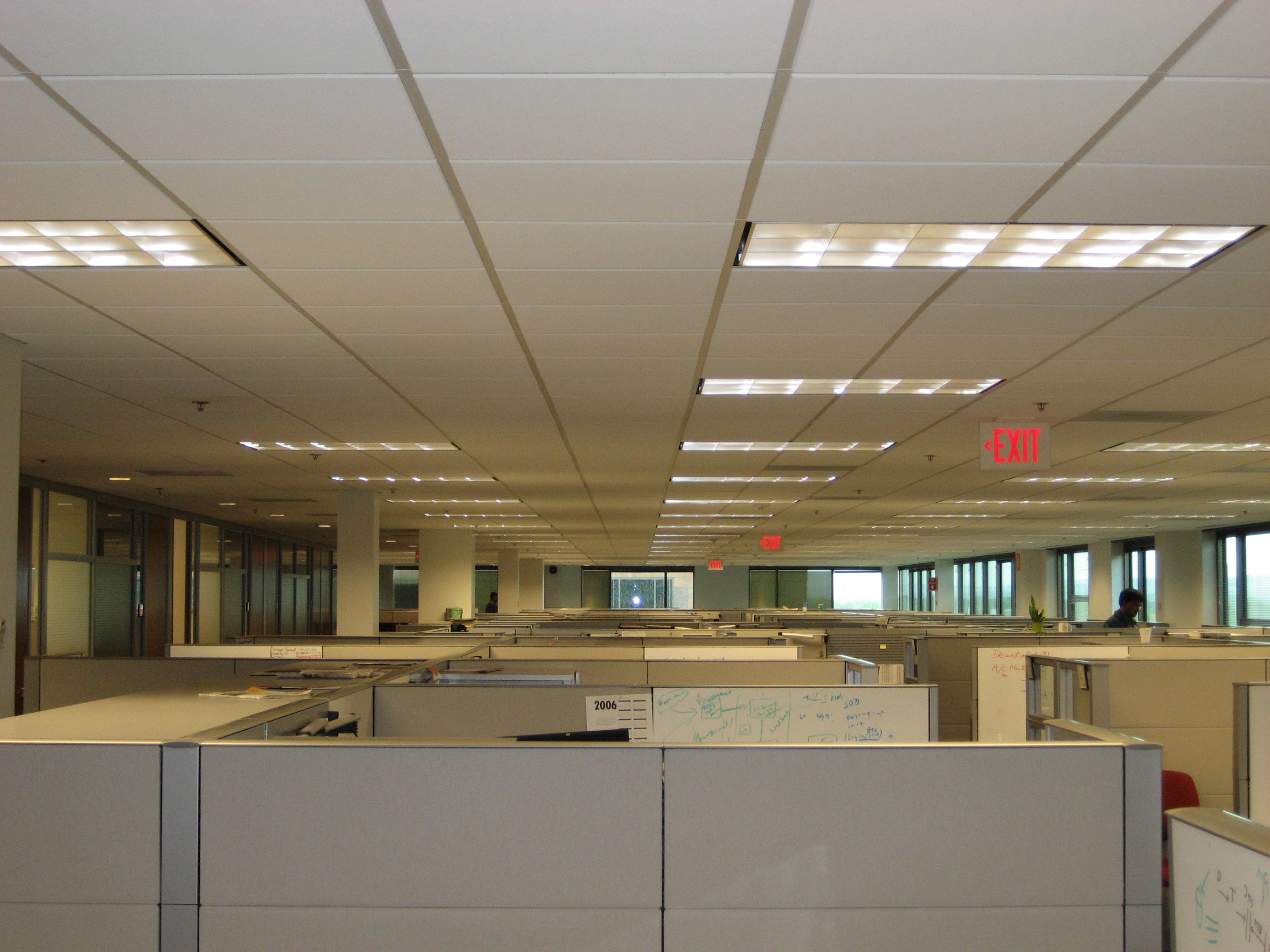
Grote kantoorruimte vol cubicles.

Een cubicle (Engels, IPA:kjuːbɪkəl) is een kleine, gedeeltelijk afgescheiden ruimte in een groot kantoor, meestal bedoeld voor één werknemer. Cubicles zijn vooral bekend in de Verenigde Staten, waar grote bedrijven vaak zeer grote kantoorruimten met cubicles hebben, soms aangeduid als cubicle farms. De hokjes bieden enige privacy (alleszins meer dan de open kantoortuin) maar omgevingsgeluid is niet geheel af te schermen.